# Ma Chang rompant les lignes ennemies
Ma Chang rompant les lignes ennemies est une peinture sur rouleau horizontal de papier, réalisée par le missionnaire jésuite milanais Giuseppe Castiglione (sous son nom chinois Lang Shinin en pinyin) en 1759, durant son séjour à la cour impériale chinoise. Elle représente une attaque de l'archer à cheval Ma Chang, durant la campagne contre les Ouïghours. Elle est désormais conservée au musée national du Palais à Taïwan.

## Contexte
À partir de 1755 (année yihai), les Ouïghours musulmans déclenchent des incidents le long de la frontière nord-ouest de l'empire chinois. L'empereur Qianlong envoie alors une « armée pacificatrice ». Cette peinture représente un combattant particulièrement brave, Ma Chang, qui a participé à trente batailles, reçu plus de dix blessures, et largement participé à la victoire des armées de l'empereur à Huerman, face aux Ouïghours. Ces hauts faits motivent l'empereur à commander son portrait auprès de son peintre de cour Giuseppe Castiglione en 1759, après avoir fait venir Ma Chang à Pékin.

## Description
Cette peinture est proche d'une œuvre de même style, Ayusi brandissant sa lance anéantit les rebelles. Dans ses parties centrale et droite, la peinture représente Ma Chang, un guerrier moustachu, décochant des flèches sur un ennemi,. La partie gauche contient un « éloge chanté » à la gloire du Morgen Ma Chang, en sinogrammes courants, réalisé au pinceau par l'empereur Qianlong. Il explique que Ma Chang a « acquis des mérites en rompant les lignes ennemies et accompli des exploits méritant de passer à la postérité ». Montant son cheval de Ferghana qu'il cravache de son fouet d'or, il pénètra seul au milieu d'une troupe de brigands qu'il décima à l'arc et aux flèches.

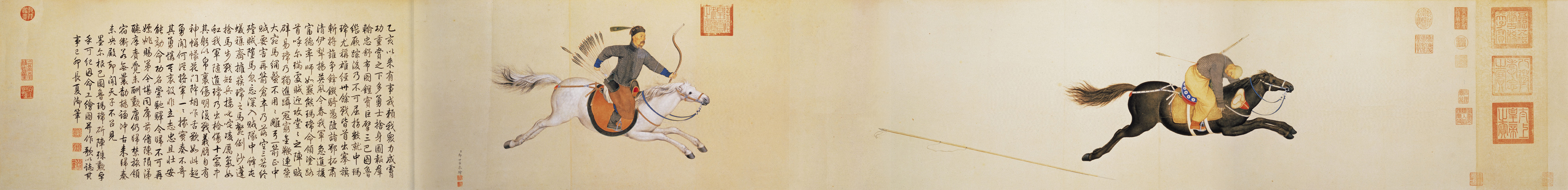
Le rouleau en entier

Giuseppe Castiglione a signé son oeuvre : « Le sujet Lang Shining a dessiné respectueusement », avec deux sceaux.

## Parcours de la peinture
D'après les sceaux, cette peinture a appartenu à l'empereur Qianlong, dont les collectionneurs ont déposé un sceau, puis à l'impératrice Longyu, qui en a fait déposer un autre. Elle est désormais conservée au musée national du Palais à Taïwan.